# Škoda 81-71M
Uzasadnienie: Zwyczajem jest pisać o modernizacjach w głównych artykułach taborowych nawet jeśli modernizatorem jest inny zakład niż producent. Tekst przed integracją powinien zostać przeredagowany i oparty na źródłach innych niż strony hobbystyczne i fanowskie.

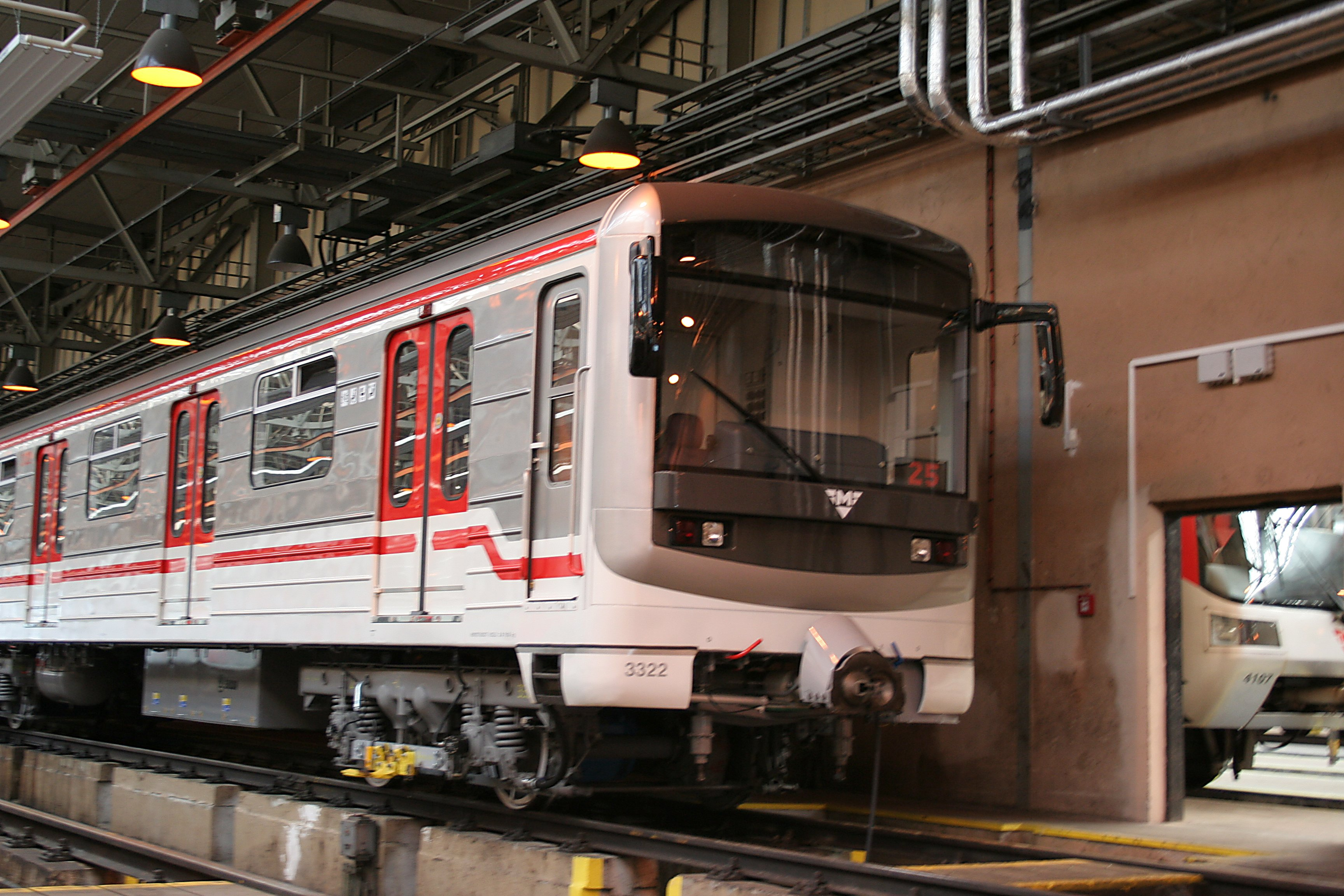
Zmodernizowany wagon 2Mt

Škoda 81-71M – zmodernizowana wersja wagonów serii 81-71 eksploatowana w praskim metrze. Wagony w latach 1996–2011 modernizowały zakłady Škoda Transportation w Pilźnie.

## Historia

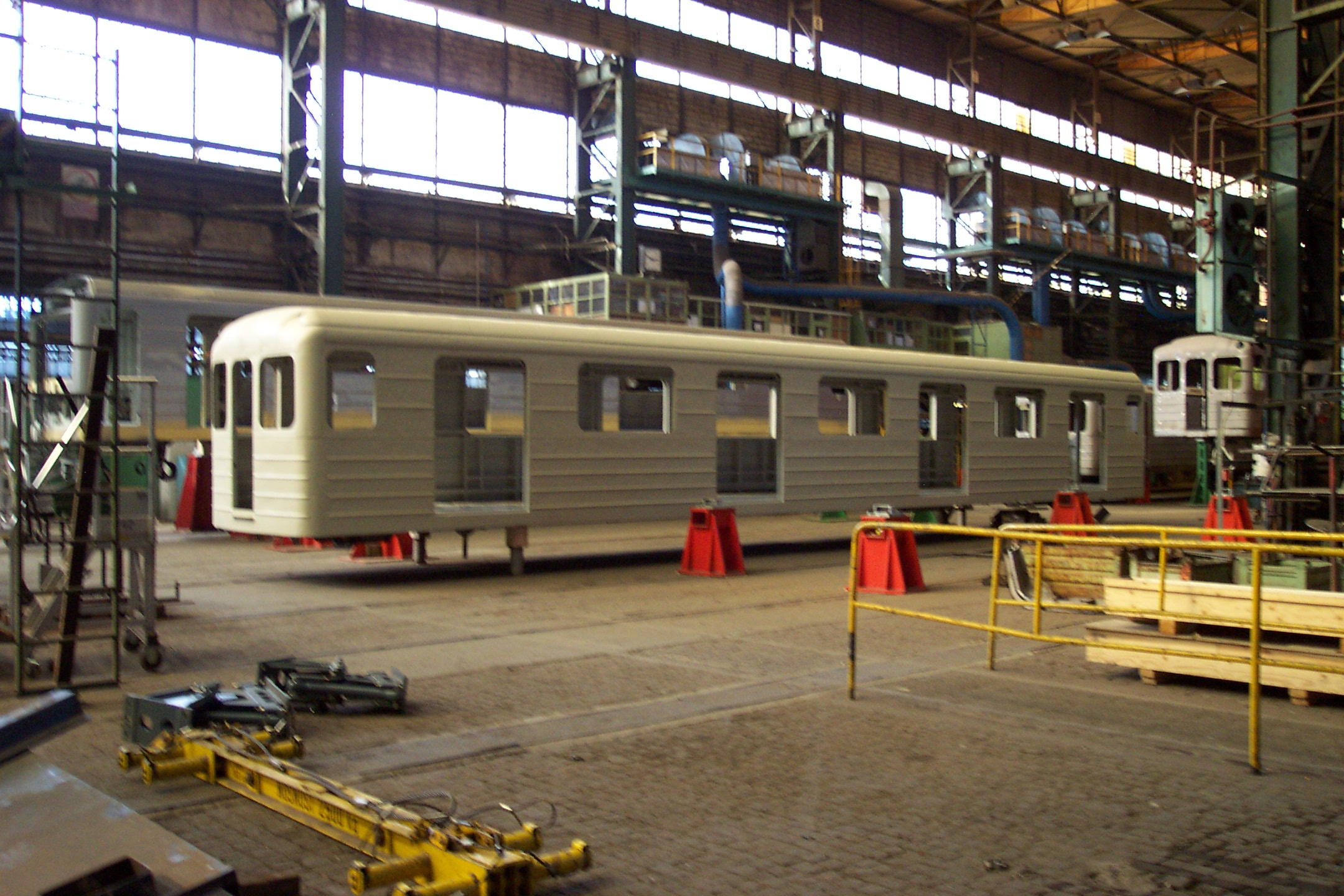
Pudło wagonu 81-71 w trakcie przebudowy na 81-71M

Po aksamitnej rewolucji było oczywiste, że tabor praskiego metra jest bardzo wysłużony. Eksploatowano przestarzałe radzieckie składy serii 81-71 lub jeszcze starsze Ečs, które nie sprawdzały się na pochyłościach trasy. Zaistniała potrzeba wymiany wagonów na nowsze, jednak przekraczało to możliwości finansowe Stołecznego Praskiego Przedsiębiorstwa Komunikacyjnego (Dopravní podnik hlavního města Prahy). Rozwiązaniem kompromisowym była decyzja o modernizacji części eksploatowanych pojazdów. W 1994 roku odwieziono do zakładów Škoda Transportation pierwszy pięciowagonowy skład. W uproszczeniu modernizacja polegała na zdemontowaniu całego składu i włożeniu nowych części w miejsce zużytych. Pierwszy zmodernizowany skład przyjechał z Pilzna do Pragi 1 maja 1996 r. i po jazdach próbnych został skierowany do regularnego ruchu na linii C.

## Malowanie
Wagony 81-71 były pomalowane na szaro i miały czerwone drzwi z żółtymi strzałkami. Był to schemat, na którym oparto się również przy malowaniu modernizowanych pojazdów. Pierwszy był biały, a nowością było pomalowanie tym kolorem części drzwi. Wkrótce jednak przedsiębiorstwo komunikacyjne zdecydowało się na zmianę i od tej pory wszystkie wagony malowane są na szaro-biało: dolna część wagonu jest biała, reszta szara, a górna część drzwi czerwona; pod dachem i na białej części wzdłuż wagonu biegną czerwone pasy.

## Eksploatacja

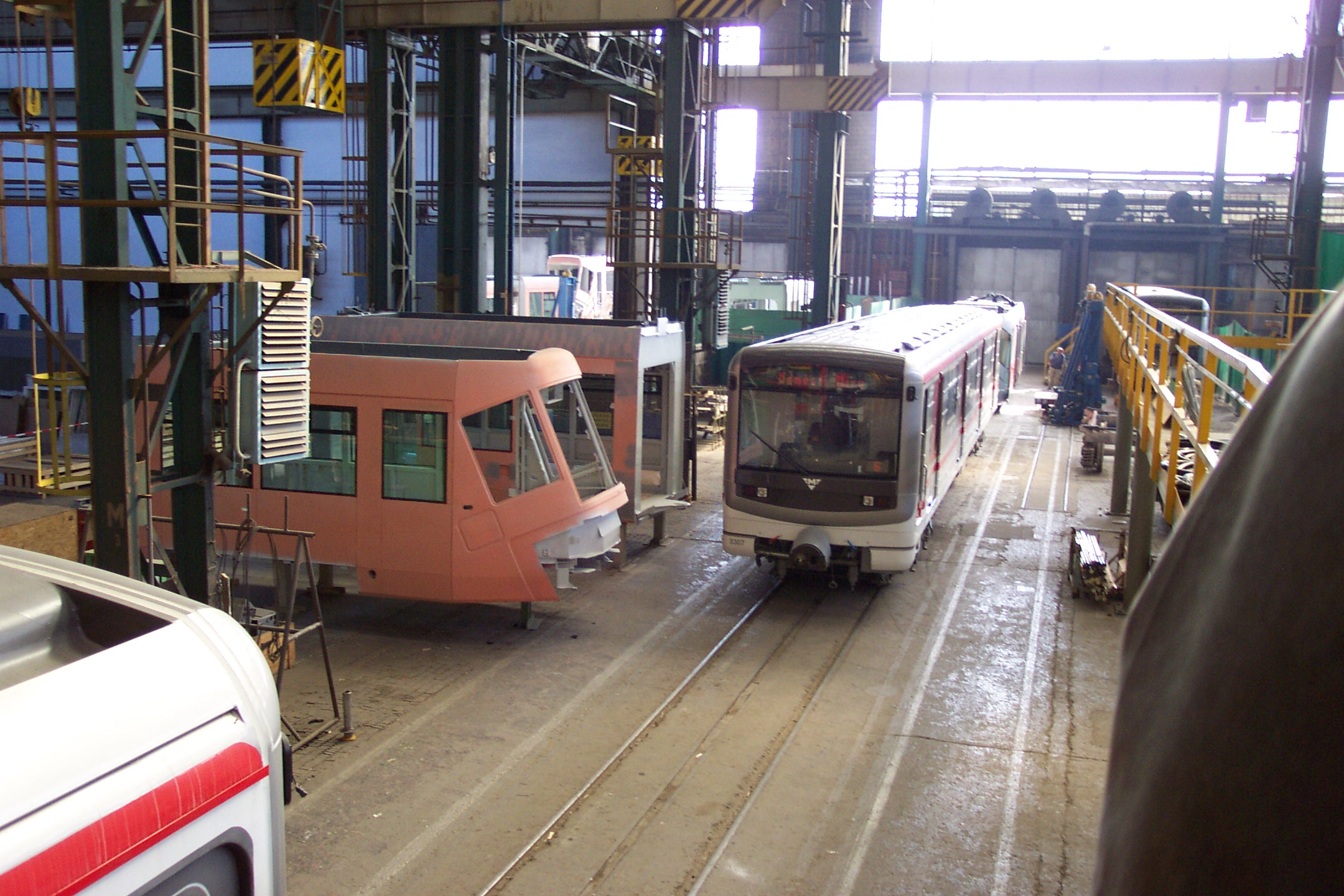
Przebudowywany wagon 81-71M w zakładach Škoda Transportation; po lewej pudło tramwaju Škoda 14 T

Na linii C pierwszych 7 składów 81-71M zastąpiono w kwietniu 2005 nowymi składami M1. 81-71M są używane także na linii A (25 składów modernizowanych w latach 2001–4), a od maja 2006 również na linii B (w latach 2005–7 22 składy oraz 7 zmodernizowanych z linii C), gdzie pojazdy wyposażone są w system bezpieczeństwa ARS produkcji radzieckiej (81-71 MARS i 81-71 BARS). Wszystkie wagony 81-71, jeżdżące na linii B, zostały wycofane z regularnej eksploatacji 2 lipca 2009 r.
W roku 2006 na liniach metra w Tbilisi w Gruzji pojawiły się bardzo podobne składy, z identycznymi czołami i o bardzo podobnym malowaniu, jednak z zupełnie innym wnętrzem.